# Chrysozephyrus marginatus
Chrysozephyrus marginatus är en fjärilsart som beskrevs av Francis Gard Howarth 1957. Chrysozephyrus marginatus ingår i släktet Chrysozephyrus och familjen juvelvingar. Inga underarter finns listade i Catalogue of Life.